# Каранфилска револуција
Каранфилска револуција (порт. Revolução dos Cravos) је пуч који је започео 25. априла 1974. године под вођством армије у Португалији и који је довео до промене ауторитарне диктатуре у либералну демократију.
Свргнут је диктатор Марсело Каетано, који је на том месту заменио Антонија Салазара који је владао скоро 40 година. Народ који је изашао на улице је као симбол жеље за мирним променама поклањао војницима и полицајцима каранфиле, тако да су они постали симбол ових догађања. У догађајима је страдало четворо људи. На прву годишњицу револуције одржани су први слободни избори.
Овај дан се у Португалији слави као национални празник.